# Oratorium Marianum

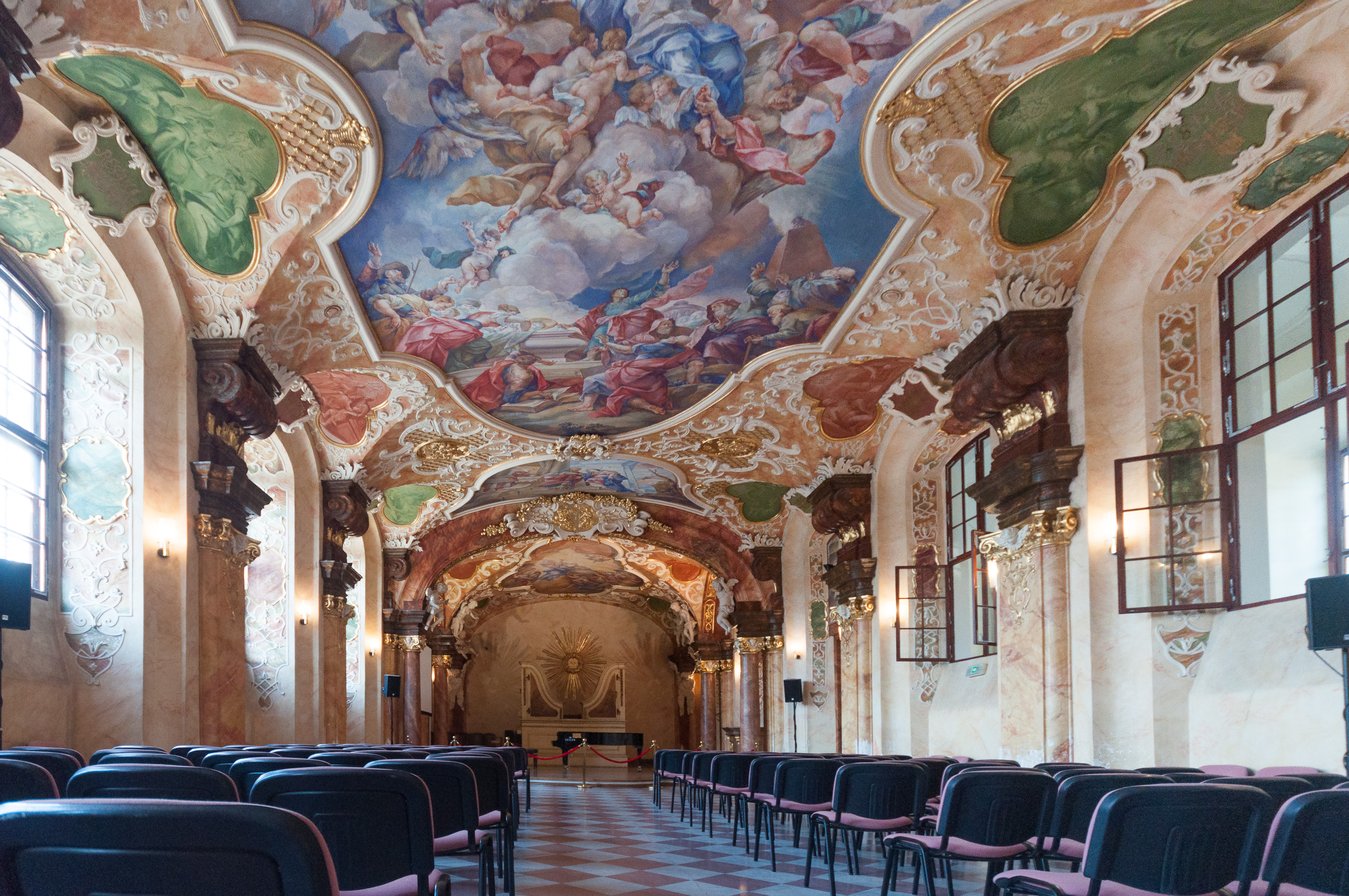
Oratorium Marianum

Das Oratorium Marianum ist ein Festsaal der Universität Breslau.

## Geschichte
Im Jahre 1733 wurde der Saal als Kirche der Marianischen Kongregation in der Universität Breslau feierlich eingeweiht. Er wurde seitdem sakral genutzt.
1802 wurde er zu einem Saal der Universitätsbibliothek umfunktioniert. Seit 1815 war er einer der wichtigsten Konzertsäle Breslaus, in dem viele Künstler wie Niccoló Paganini, Clara Wieck, Anton Rubinstein, Franz Liszt, Hector Berlioz und Johannes Brahms gastierten.
1902 wurde eine Orgel von Hans Poelzig eingebaut.
1945 wurde der Saal nach einem Bombenangriff schwer beschädigt. Nach der notdürftigen Wiederherstellung wurde der Saal für militärische Ausbildungen genutzt. Von 1985 bis 1993 wurde er in seiner barocken ursprünglichen Form wiederhergestellt. 1997 wurde er feierlich wiedereingeweiht.
Von 2013 bis 2014 wurden die barocken Deckengemälde durch Christoph Wetzel rekonstruiert.